# Ocean Protector (schip, 2007)
Australian Customs Vessel (ACV) Ocean Protector  is een schip van de Australische kustwacht (Australian Customs and Border Protection Service).
Australië kocht dit schip in 2010 als vervanging van de MV Oceanic Viking. De Ocean Protector kent een zusterschip bij de marine: ADV Ocean Shield.